# Xanthorhoe mnesichola
Xanthorhoe mnesichola là một loài bướm đêm trong họ Geometridae.